# Vlezenbeek
Vlezenbeek ist ein belgisches Dorf im Pajottenland und eine der vier Teilgemeinden von Sint-Pieters-Leeuw in der Provinz Flämisch-Brabant. Das Dorf hat 3324 Einwohner (Stand 31. Dezember 2007). 

## Wirtschaft
Die flämische Gemeinde Vlezenbeek hat ihren ursprünglichen, ländlichen Charakter weitgehend bewahren können. Noch heute wird ein Großteil des Gebietes landwirtschaftlich genutzt, vor allem als Weidefläche für Milchkühe oder zum Anbau von Mais. Auf dem Gebiet von Vlezenbeek liegt auch das kleine Naturreservat Zobbroekvallei. 
Auf dem Gebiet der Gemeinde haben sich jedoch auch Unternehmen wie der Chokolatier Neuhaus oder die Lambicbrauerei Lindemans angesiedelt. Mit Unterstützung durch öffentliche Mittel wurde 2008 ein Forschungszentrum für Heilkräuter und essbare Pflanzen errichtet. Jedes Jahr im Oktober findet in Vlezenbeek ein großer Jahrmarkt statt, bei dem vor allem Tiere wie Pferde, Ponys, Kaninchen und Federvieh angeboten werden.

## Bevölkerung
Die Gemeinde Sint-Pieters-Leeuw ist offiziell rein niederländischsprachig, beherbergt jedoch eine kleine französischsprachige Minderheit. 

## Grenzlage
Die östliche Grenze des Gebietes von Vlezenbeek bildet gleichzeitig die Grenze zwischen der Provinz Flämisch-Brabant und der Region Brüssel-Hauptstadt. 
Die Gemeindegrenze bildet hier auch eine kulturelle und sprachliche Trennlinie, die eine wichtige Rolle in der Lebenswirklichkeit der Gemeinde spielt. 
Während sich auf der einen Seite dieser Grenze das ländlich geprägte und weitgehend niederländischsprachige Vlezenbeek befindet, liegt jenseits der Grenze zunächst ein Gewerbegebiet, das zur Gemeinde Anderlecht in der Hauptstadtregion Brüssel gehört. 
Neben dem Universitätskrankenhaus Erasmus/Erasme befinden sich dort auch große Einkaufsmärkte wie Cora oder Decathlon sowie einige Plattenbauten. 
Jenseits dieses Gewerbegebietes verläuft in Nord-Süd-Richtung die Brüsseler Ringautobahn. Hinter der Autobahn liegt das durch großstädtische Bebauung und einen hohen Migrantenanteil gekennzeichnete, mehrheitlich französischsprachige Anderlecht. 
Ein großer Teil der Bevölkerung Vlezenbeeks arbeitet in Brüssel. Deshalb und aufgrund der nadelöhrartigen Verkehrsverbindung zwischen Vlezenbeek und Brüssel kommt es an Werktagen morgens meist zu Verkehrsstaus auf der Hauptstraße des Dorfes, dem Postweg. 
Vor hohen islamischen Festtagen kommen zahlreiche muslimische Einwohner Anderlechts nach Vlezenbeek, um auf dortigen Bauernhöfen Lämmer zu kaufen. 
Vlezenbeek liegt im  Pajottenland und gehört zum so genannten Flämischen Rand um Brüssel. In Vlezenbeek wie in zahlreichen anderen Gemeinden des Flämischen Randes besteht die Befürchtung, dass sich das mehrheitlich französischsprachige Brüssel immer weiter ausbreitet und so der ursprüngliche Charakter des Dorfes verloren gehen könnte. 
Verschiedene Parteien und Bürgerinitiativen machen sich für eine Bewahrung des dörflichen und flämischen Charakters der Gemeinde stark. 